# Fernando Flávio Marques de Almeida
Fernando Flávio Marques de Almeida (né le 18 février 1916 à Rio de Janeiro et mort le 2 août 2013 à São Paulo) est un géologue brésilien. Ses travaux sont une référence pour la géologie du continent sud-américain.

## Biographie
Il fait ses études secondaires au lycée de São Bento do Sapucaí dans l'État de São Paulo, où il vivra la plus grande partie de sa vie. En 1938, il obtient un diplôme d'études supérieures en génie civil à l'Institut polytechnique de São Paulo, où il devient l'année suivante l'assistant du professeur de géologie Luiz Flores de Moraes Rego. Il entre à l'Académie brésilienne des sciences en 1952.
De 1974 à 1978, il enseigne la géotectonique à l'Institut des géosciences de l'université de São Paulo.
En 1978 il rejoint l'Institut de recherche technologique de l'État de São Paulo. 
Entre 1985 et 1990, il enseigne à l'Institut des géosciences de l'université d'État de Campinas.
En 1990, il prend sa retraite après 51 ans de carrière universitaire et de recherche.
Fernando de Almeida est l’auteur de 176 publications scientifiques traitant de divers thèmes appartenant aux disciplines des géosciences. Il a participé à la recherche de nombreux gisements minéraux. L'Almeidaïte, un minéral hydrothermal de plomb et de zinc, lui a été dédiée. 

## Publications
- Fundamentos geologicos do relêvo paulista [Texte imprimé] / Fernando Flavio Marques de Almeida / Sâo Paulo : Universidad de S. Paulo , 1974
- Granitic rocks of northeast South America [Texte imprimé] / [by F.F.M. de Almeida, O.H. Leonardos Jr., and J. Valença / Haarlem, Netherlands? : International Union of Geological Sciences, Committee for the Study of Geological Documentation , 1971]
- Mapa geológico do Brasil / mapa organizado por F. F. M. de Almeida ; compilação por G. R. Derze e C. A. G. da Vinha, 1970 ; planejamento cartográfico pela S. de Cartografia Geológica, DGM ; Ministerio das minas e energia, Departamento nacional da produção mineral / [Brasília] : Departamento Nacional da Produção Mineral , 1971
- Geologia da Serra da Bodoquena (Mato Grosso) [Texte imprimé] / Fernando F. M. de Almeida / [S.l.] : [s.n.] , 1965
- Reconhecimento geológico no Rio Aripuanã [Texte imprimé] / por Fernando F. M. de Almeida e José do Vale Nogueira Filho / Rio de Janeiro : Servico Gráfico do Instituto Brasileiro de Geografia e Estatística , 1959
- The west central plateau and Mato-Grosso "Pantanal" [Texte imprimé] : excursion guidebook n°1 / by Fernando Flávio Marques de Almeida and Miguel Alves de Lima ; translated by Richard P. Momsen, Jr. ; XVIII international geographical congress / Rio de Janeiro : International Geographical Union, Brazilian National Committee , 1956